# UCI Oceania Tour 2010
Die UCI Oceania Tour ist der vom Weltradsportverband UCI zur Saison 2005 eingeführte ozeanische Straßenradsport-Kalender unterhalb der UCI ProTour. Die sechste Saison beginnt am 1. Oktober 2009 und endet am 30. September 2010.
Die Eintagesrennen und Etappenrennen der UCI Oceania Tour sind in drei Kategorien (HC, 1 und 2) eingeteilt.

## Gesamtstand
(Endstand am 3. Oktober 2010)
| Platz | Fahrer             |                    | Punkte |
| ----- | ------------------ | ------------------ | ------ |
| 1.    | Michael Matthews * | Australien         | 235    |
| 2.    | Thor Hushovd       | Norwegen           | 200    |
| 3.    | Jonathan Cantwell  | Australien         | 95     |
| 4.    | Jack Bauer         | Neuseeland         | 93     |
| 5.    | Heath Blackgrove   | Neuseeland         | 85     |
| 6.    | Yukiya Arashiro    | Japan              | 80     |
| 7.    | Mat Marshall *     | Neuseeland         | 70     |
| 8.    | John Degenkolb *   | Deutschland        | 70     |
| 9.    | Romain Feillu      | Frankreich         | 70     |
| 10.   | Taylor Phinney *   | Vereinigte Staaten | 60     |
| 11.   | Michael Torckler   | Neuseeland         | 56     |
| 12.   | David Kemp         | Australien         | 56     |
| 13.   | Alex McGregor *    | Neuseeland         | 43     |
| 14.   | Guillaume Boivin * | Kanada             | 40     |
| 15.   | Lachlan Norris     | Australien         | 35     |
| 16.   | Damien Turner      | Australien         | 32     |
| 17.   | Jaan Kirsipuu      | Estland            | 32     |
| 18.   | Jay Robert Thomson | Sudafrika          | 26     |
| 19.   | Bernard Van Ulden  | Vereinigte Staaten | 26     |
| 20.   | Marc Ryan          | Neuseeland         | 25,66  |

| Platz | Team                                 |                        | Punkte |
| ----- | ------------------------------------ | ---------------------- | ------ |
| 1.    | Team Jayco-AIS                       | Australien             | 267    |
| 2.    | Fly V Australia                      | Australien             | 248    |
| 3.    | Cervélo TestTeam                     | Schweiz                | 206    |
| 4.    | Endura Racing                        | Vereinigtes Konigreich | 93     |
| 5.    | Bbox Bouygues Télécom                | Frankreich             | 83     |
| 6.    | Drapac Porsche                       | Australien             | 79     |
| 7.    | Thüringer Energie Team               | Deutschland            | 78     |
| 8.    | Vacansoleil                          | Niederlande            | 73     |
| 9.    | Trek Livestrong U23                  | Vereinigte Staaten     | 65,66  |
| 10.   | SpiderTech-Planet Energy             | Kanada                 | 40     |
| 11.   | Bissell Pro Cycling                  | Vereinigte Staaten     | 37,64  |
| 12.   | Subway-Avanti                        | Neuseeland             | 34,64  |
| 13.   | CKT TMIT-Champion System             | Armenien               | 32     |
| 14.   | Jelly Belly-Kenda                    | Vereinigte Staaten     | 26     |
| 15.   | Palmeiras Resort-Tavira              | Portugal               | 20     |
| 16.   | Genesys Wealth Advisers              | Australien             | 19     |
| 17.   | Qin Cycling Team                     | Belgien                | 19     |
| 18.   | Team Sprocket                        | Schweden               | 14     |
| 19.   | Letua Cycling Team                   | Malaysia               | 12     |
| 20.   | Team Concordia Forsikring-Himmerland | Danemark               | 10     |

| Platz | Nation     | Punkte |
| ----- | ---------- | ------ |
| 1.    | Australien | 1281   |
| 2.    | Neuseeland | 548,48 |

| Platz | Nation (U23) | Punkte |
| ----- | ------------ | ------ |
| 1.    | Australien   | 605,5  |
| 2.    | Neuseeland   | 199,16 |

* U23-Fahrer

## Rennkalender

### Oktober 2009
| Datum   | Rennen          | Kat. | Sieger          | Team              |
| ------- | --------------- | ---- | --------------- | ----------------- |
| 11.–17. | Herald Sun Tour | 2.1  | Bradley Wiggins | Garmin-Slipstream |

### November 2009
| Datum | Rennen                                         | Kat. | Sieger           | Team                          |
| ----- | ---------------------------------------------- | ---- | ---------------- | ----------------------------- |
| 2.–7. | Tour of Southland                              | 2.2  | Heath Blackgrove | Zookeepers-Cycle Surgery      |
| 13.   | Ozeanienmeisterschaft – Einzelzeitfahren       | CC   | Drew Ginn        | Nationalmannschaft Australien |
| 13.   | Ozeanienmeisterschaft – Einzelzeitfahren (U23) | CC   | Michael Matthews | Nationalmannschaft Australien |
| 15.   | Ozeanienmeisterschaft – Straßenrennen          | CC   | Michael Matthews | Nationalmannschaft Australien |
| 15.   | Ozeanienmeisterschaft – Straßenrennen (U23)    | CC   | Michael Matthews | Nationalmannschaft Australien |

### Januar
| Datum   | Rennen             | Kat. | Sieger           | Team        |
| ------- | ------------------ | ---- | ---------------- | ----------- |
| 27.–31. | Tour of Wellington | 2.2  | Michael Torckler | Cardno Team |

### September
| Datum | Rennen                                     | Kat. | Sieger            | Team               |
| ----- | ------------------------------------------ | ---- | ----------------- | ------------------ |
| 29.   | Weltmeisterschaft – Einzelzeitfahren (U23) | CM   | Taylor Phinney    | Vereinigte Staaten |
| 30.   | Weltmeisterschaft – Einzelzeitfahren       | CM   | Fabian Cancellara | Schweiz            |